# Taranov
Taranov je priimek več oseb:
- Ivan Taranov, ruski nogometaš
- Ivan Ignatevič Taranov, sovjetski general